# Science fantasy

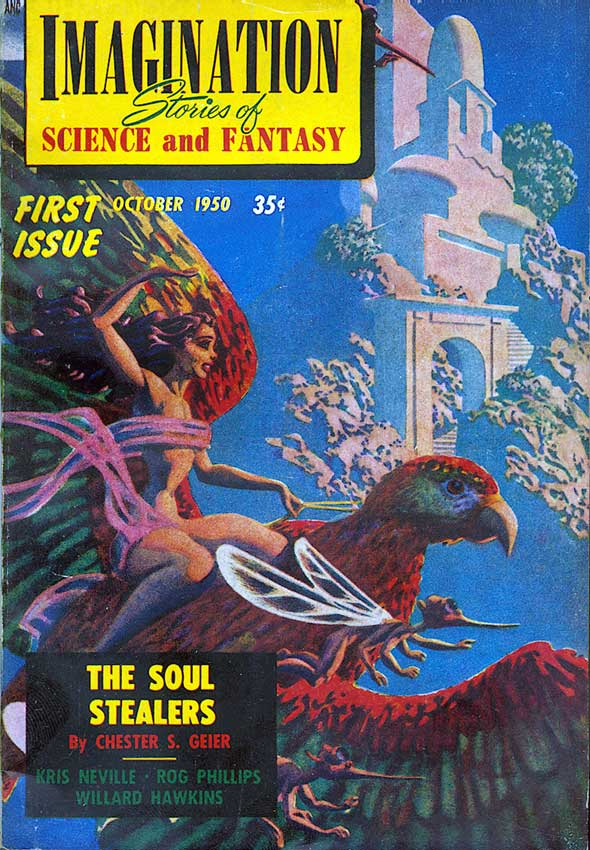
Copertina della rivista Imagination n.1 (ottobre 1950)

Lo science fantasy è un filone ibrido della fantascienza e del fantasy.
Di esso non esiste una vera e propria definizione: alcuni, come Rod Serling, sostengono che lo science fantasy rende l'impossibile plausibile, nel senso che prende una sfumatura di realismo alle cose che semplicemente non possono accadere nel mondo reale in alcuna circostanza.
Altri sostengono che lo science fantasy è un romanzo fantascientifico che presenta degli elementi fantastici.
Lo science fantasy presenta delle sfumature magiche e fantastiche che la fantascienza non ha: per esempio, una macchina che rende invisibili fa parte della fantascienza, mentre un anello che rende invisibili fa parte dello science fantasy. Tuttavia sia la fantascienza sia lo science fantasy possono usare mondi immaginari, creature intelligenti non umane (di solito lo science fantasy è basato sul mito) e mostri stupefacenti.

## Filoni legati allo science fantasy

### Terra morente
La Terra morente (dying earth) si caratterizza dalla fantascienza poiché l'universo usato non è compatibile con essa. Il principale esponente di questo filone è Jack Vance, con il suo Ciclo della Terra morente, in cui la magia ha un ruolo centrale.

### Planetary romance
Il planetary romance è una storia basata soprattutto o interamente attorno a un singolo pianeta, illustrandone il paesaggio, le eventuali popolazioni autoctone e la cultura.
A Voyage to Arcturus di David Lindsay, pubblicato nel 1920, è uno dei primi esempi di romanzi di questo genere, tuttavia differisce dalla fantascienza e viene considerato un romanzo filosofico, nel quale il pianeta straniero è un pretesto per l'esplorazione dei temi filosofici.

### Magic science
La magic science è una storia dove la magia ha sostituito la tecnologia.
Queste storie uniscono elementi antichi, come le spade, con elementi di alta tecnologia, come le macchine volanti.
Dopo la nascita del filone steampunk, questo tipo di storie sono spesso definite steamfantasy.

## Esempi di opere

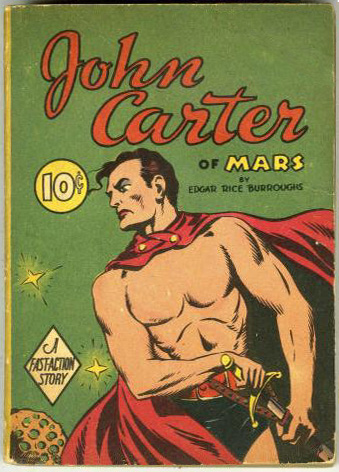
Illustrazione di copertina per John Carter of Mars (Dell, 1940)

Alcune opere che sono state definite come appartenenti al filone del science fantasy:
- Ciclo di Marte (John Carter di Marte) di Edgar Rice Burroughs
- Ciclo di Darkover di Marion Zimmer Bradley
- Ciclo dei Dragonieri di Pern di Anne McCaffrey
- Anonima stregoni di Robert A. Heinlein
- Schiavi del sonno di L. Ron Hubbard
- Ciclo della Terra morente di Jack Vance
- Witch World di Andre Norton
- Star Wars di George Lucas
- Warhammer 40.000 della Games Workshop
- La terra spezzata di N. K. Jemisin
- RWBY di Monty Oum
- Lunedì inizia sabato e La favola della Trojka dei fratelli Strugackij
- Povere Creature di Alasdair Gray